# Romualdo Palacio y González
Romualdo Palacio y González (Màlaga, 8 de febrer de 1827 - Getafe, 7 de setembre de 1907) fou un general espanyol, director de la Guàrdia Civil i governador de Puerto Rico. Fou diputat per Lleida en dos legislatures de 1871 a 1873.
El 1877, com a governador de Puerto Rico, va fer una persecució política als autonomistes porto-riquenys anomenada «Componte», terme referit a "rectificar" o "pacificar". Entre les seves persecucions destaca la de Román Baldorioty de Castro. Palacio va ser retirat del càrrec pel govern espanyol i va tornar a Espanya l'11 de novembre de 1887. Els seus presos polítics van ser alliberats el 24 de desembre de 1887.
Fou director general de la Guàrdia Civil de 1892 a 1899.